# Buddenturm

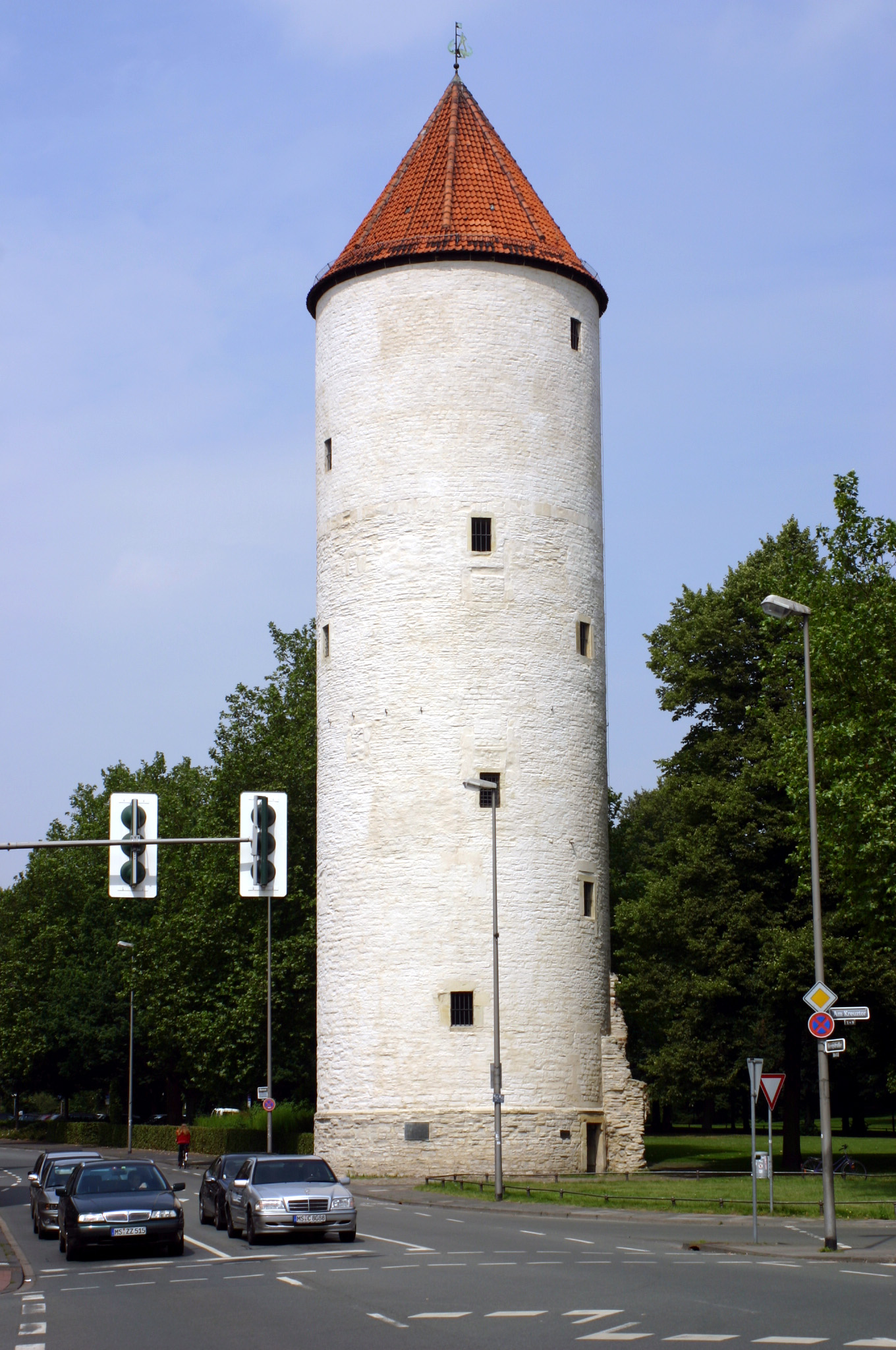
La Buddenturm, también se pueden ver restos de la muralla de la ciudad

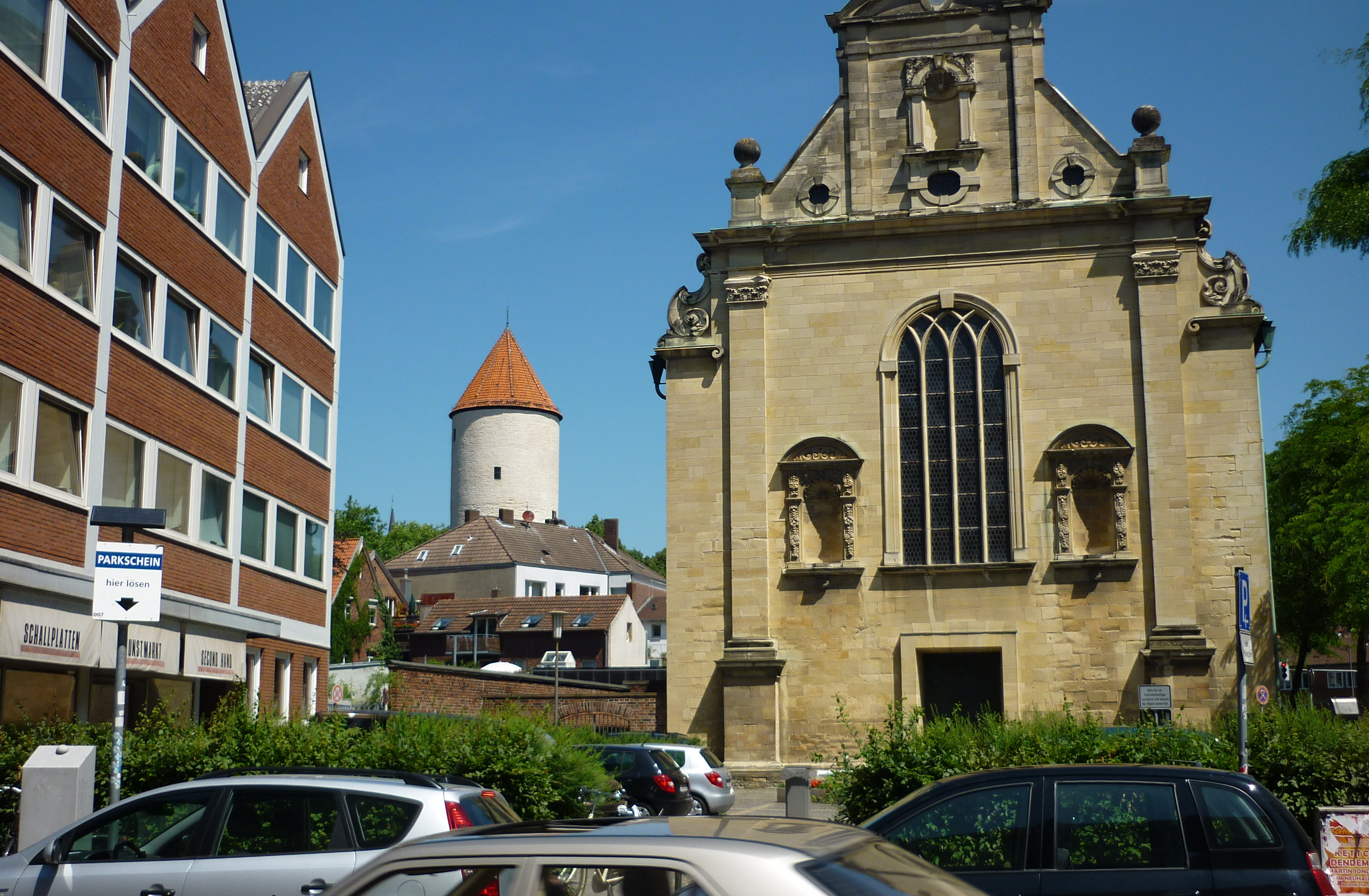
Vista desde la iglesia de la universidad en la Rosenstraße hasta el Buddenturm

La Buddenturm (también conocida como Pulverturm) es la parte más antigua que se conserva de las antiguas fortificaciones de la ciudad westfaliana de Münster.

## Historia
La Buddenturm se construyó hacia 1150 como torre de defensa. Su altura original era de 20 m. Poco antes del dominio de los anabaptistas, también sirvió como prisión en 1533 y como torre de pólvora a partir de 1598. A partir de 1629, se añadió al lado oeste una torre de escalera hexagonal de 10 m de altura y se construyó una bóveda hasta la altura de la torre de escalera. En el siglo XVIII se elevó aún más y llegó hasta el tejado.
Cuando se demolieron las fortificaciones de la ciudad entre 1764 y 1767, la torre permaneció en pie, ya que también servía como polvorín y siguió cumpliendo esta función. Tras ser utilizada como prisión junto con el cercano Zwinger a partir de 1771, la ciudad compró la torre a los militares en 1879 por 3620 marcos. La ciudad aumentó entonces la altura de la torre en 20 m y desmanteló al mismo tiempo la torre de la escalera para utilizarla como depósito de agua. Para ello se instaló un depósito de agua de 500 m³ y se sustituyó el tejado de tejas por una corona almenada neogótica. Una escala de medición conservada y los bajantes del interior de la torre aún recuerdan esta función. 
Tras los daños causados por la Segunda Guerra Mundial en Münster y también en la Buddenturm, se restauró y se le dotó de un tejado cónico con su aspecto original. En el proceso, la altura se redujo en 10 metros hasta un total de 30 metros. A continuación se utilizó como almacén y como estación de conmutación para el alumbrado público. Este uso por parte de la empresa de servicios públicos de Münster se abandonó en 1992, y la propiedad se devolvió a la ciudad de Münster. En 1987, el último vestigio de la muralla de la ciudad fue encerrado en una enorme construcción de acero por la artista Susana Solano durante el Skulptur.Projekte. Esta escultura, controvertida en Münster, se ha instalado de forma permanente en el lado oeste de la torre. La Buddenturm también fue escenario de una instalación luminosa durante los Skulptur.Projekte de 1997. Las últimas renovaciones se llevaron a cabo en 2002, cuando se aplicó lechada de caliza de concha al muro exterior, y en 2003, cuando se renovaron todas las partes de madera del interior.